# L'Albera
|  | Aquest article tracta sobre el municipi vallespirenc. Vegeu-ne altres significats a «Albera». |

L'Albera ([ləl'beɾə], en francès L'Albère) és una comuna nord-catalana a l'extrem oriental de la comarca del Vallespir.
Fins al 1836, el terme de l'Albera incloïa la meitat oriental del poble del Pertús (l'altra meitat formava part del terme de les Cluses).

## Etimologia
Joan Coromines explica l'origen del topònim l'Albera a partir del llatí albus o de l'indoeuropeu albhos (blanc, en tots dos), o potser també del derivat de l'anterior albaria o albarius, derivat col·lectiu d'alber (àlber, nom de l'arbre).

## Geografia

Situació de la comuna de l'Albera en el Vallespir

### Localització i característiques generals
El terme comunal de l'Albera, de 170.800 hectàrees d'extensió, és a l'extrem est de la comarca del Vallespir, subcomarca de l'Albera, al límit amb el Rosselló i l'Alt Empordà; de fet, forma una falca del Vallespir que penetra entre les altres dues comarques. Consta de dos petits nuclis, antigament cadascun amb la seva parròquia i, per tant, amb el seu cementiri (tots dos conservats): el de Sant Joan d'Albera i el de Sant Martí d'Albera, aquest a l'est del terme, al vessant nord del Puig de Llobregat, que limita amb l'Alt Empordà. És una comuna de població disseminada, principalment.
El terme comprèn pràcticament una sola vall, la de la Ribera de l'Albera, que recull una extensa xarxa de còrrecs de muntanya que van a parar a aquesta riera; el punt de sortida d'aquest riu del terme de l'Albera, a 251,2 m alt, és el punt més baix de tot el terme comunal. Només se n'escapa el sector nord-oest del terme, on discorren quatre còrrecs (el dels Estanys, el dels Assolanells, el de l'Esquerrà i el de la Balma, que aflueixen directament o indirecta a la Roma, però ja fora del terme alberenc (en el de les Cluses).
Aquesta vall està emmarcada per dues carenes pertanyents a la Serra de l'Albera, que des de l'extrem oriental del terme comunal de l'Albera des del Roc dels Tres Termes, de 1.129,7 m alt (que és el punt culminant del terme de l'Albera), es bifurquen cap al nord-oest i el sud-oest. La primera al cap d'uns quilòmetres torç cap a l'oest. La segona, al cap d'un tram en aquesta direcció també gira cap a l'oest i esdevé pràcticament paral·lela a l'altra. La primera des del Roc dels Tres Termes passa pel Coll de l'Ullat, a 938,2 m alt, la Collada de la Perera, a 953,4, el Puig d'Orella, de 1.026,7, el Coll del Baladre, a 931,3, el Puig Petit de Sant Cristau, de 934,2, el Coll de la Font, a 939, el Puig de Sant Cristau, de 1.018,7, el Coll de la Branca, a 917,2, el Puig de la Branca, o Puig del Coll de la Branca, de 943,5, el Coll de Llinars, a 806,6, el Puig de la Balma, de 863,1, el Coll de la Petita, a 572, el Puig de la Petita, de 614,9, i la Costa del Perelló fins que arriba al termenal amb les Cluses. La segona, des del mateix Roc dels Tres Termes baixa cap al Coll del Pal, a 969,9, el Puig de les Colladetes, de 980,7, el Puig Forcadell, de 705,8, el Coll Forcadell, a 896,5, el Puig dels Pinyers, de 942,6, el Coll Forcat, a 828,2, el Puig de Llobregat, de 925, el Coll de la Vinyassa, a 716,3, el Pla de l'Arca, a 648,3, el Coll de l'Alzina, a 639,9, el Puig dels Homes, de 651,5, i la Collada del Pla de l'Arca, a 602, fins que deixa la carena en arribar al termenal amb el Pertús i la Jonquera.
Termes municipals limítrofs:
| Montesquiu d'Albera | Vilallonga dels Monts | La Roca de l'Albera |
| Les Cluses          |                       |                     |
| El Pertús           |                       | La Jonquera         |

### El poble de Sant Martí d'Albera, o de Montforcat

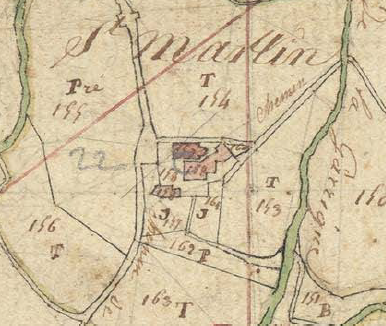
Sant Martí d'Albera en el Cadastre napoleònic del 1812 (Arxius Departamentals dels Pirineus Orientals, ADPO)

El poble de Sant Martí d'Albera, antigament de Montforcat, és el més antic. Situat a la zona meridional-oriental del terme, està centrat en l'església romànica de Sant Martí d'Albera, actualment de propietat privada. D'hàbitat dispers, el formen el Mas Bosquet, el Mas d'en Costa, el Mas d'en Grau, el Mas Jepet, el Mas Julià, el Mas Llarguet, Cal Menut, el Mas Noguer, el Mas d'en Serra, el Mas d'en Resta, el Mas de Vilanova i el Molí (ara en ruïnes, com algun dels masos abans esmentats), Sant Martí d'Albera compta amb un antic veïnat, ara reduït pràcticament a una sola masia, anomenat precisament el Veïnat.

### El poble de Sant Joan d'Albera, actual cap de la comuna

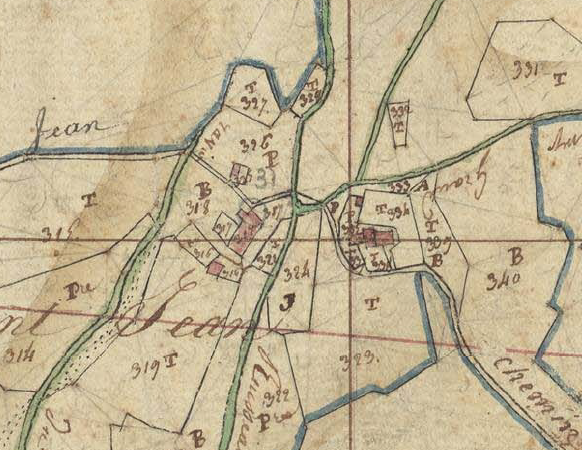
Sant Joan d'Albera en el Cadastre napoleònic del 1812 (ADPO)

L'actual cap de la comuna és un petit poble situat a la zona nord-oest del seu terme. Està centrat en l'església parroquial, romànica, de Sant Joan d'Albera. Situat a la zona central-septentrional del terme. Pertanyen a aquest veïnat dispers el Mas Baixès (ara en ruïnes), el Mas d'en Claret, el Mas de l'Esquerrà, el Mas de la Garriga, el Masot, el Mas de la Molinera, el Mas Quirc, el Mas de Sant Joan, el Mas de la Siureda i el Monestir de les Ermites de Maria i, al límit de la comuna, al nord-oest, el Mas de l'Anglada. Prop del poblet, al nord-oest, hi ha el dolmen anomenat Balma de na Cristiana.

### La Balma de na Cristiana
La Balma de na Cristiana és un dolmen del terme de l'Albera. És a prop del poble de Sant Joan d'Albera, des d'on és accessible a peu.

### Tuirs i Vallbona
Es tracta de dos hàbitats documentats, però actualment del tot desapareguts, l'emplaçament dels quals es desconeix.

### Els masos del terme
Agrupats a un o altre dels dos pobles de l'Albera, tot i que alguns d'ells a força distància, els masos d'aquest terme comunal són els següents: pertanyents a Sant Martí d'Albera, el Casot de l'Amorer, el Mas Bosquet, el Mas Cornut (els dos darrers ara en ruïnes), el Mas d'en Costa, el Mas d'en Grau, el Mas Jepet, abans Peirotó, el Mas Julià, el Mas Llarguet, Cal Menut, o Mas del Menut, el Casot del Mas Noguer, el Mas d'en Serra, el Mas d'en Resta, el Mas de Vilanova i el Molí (ara en ruïnes, com algun dels masos abans esmentats), a més, el poble compta amb un antic veïnat, ara reduït pràcticament a una sola masia, anomenat precisament el Veïnat (abans, Mas d'en Terrers); a Sant Joan d'Albera, el Mas Baixès (ara en ruïnes), el Mas Claret, abans Verdeguer, el Mas de l'Esquerrà, el Mas de la Garriga, el Masot, el Mas de la Molinera, abans Mas d'en Neu, el Mas Quirc, abans Justafré, la Rajoleria, o Casot de la Rajoleria, el Mas de Sant Joan (en ruïnes), el Mas de la Siureda, el Mas d'en Trinxet, o de la Ruireda, i el Monestir de les Ermites de Maria, situat a l'antic Mas Barda, o Mallard, i, al límit de la comuna, al nord-oest, el Mas de l'Anglada. El terme compta amb un refugi o alberg de Muntanya, situat al Coll de l'Ullat.

### Els cursos d'aigua
Ja ha quedat apuntat anteriorment que la comuna de l'Albera era pràcticament tota una sola vall: la de la Ribera de l'Albera. Ara bé, pròpiament amb aquest nom només és el darrer tram, de mig terme en avall. La Ribera de l'Albera es forma al costat mateix de Sant Martí d'Albera, i de seguida comença a rebre tot de còrrecs que davallen de les muntanyes que emmarquen la vall: Còrrec de la Font del Faig, de la Closa, dels Empordanesos, de la Roquetera, de la Fajosa de la Roquetera, del Coll de Rat, de la Garriga, dels Cabirols, del Bac, de la Foïga, de la Font del Bosc, del Salt de la Perdiu, del Pla d'en Grau, del Ravaller, de la Canaleta, del Mas Julià, que n'aporta també uns quants més: Còrrec de Puig d'Orella, de la Font de Roc Esquerdat, del Clot del Cirer, dels Forquets, del Timonar, del Roc del Prince, de la Solana, del Pont, del Mas de Vilanova, de Balcells, del Pas de l'Euga Morta, del Pla de la Creu, de la Vernosa (dos de propers amb el mateix nom), del Rost, dels Trullols, del Bac del Sastre, de Puig Sec, de la Solanassa, del Prat Llevador, de la Coma, del Mas Noguer i del Mas Julià (un altre amb el mateix nom). Més al nord-oest rep l'aportació del Còrrec del Mas Barda, que marca la vall de Sant Joan d'Albera; aquest còrrec també n'aporta uns quants més: Còrrec de Sant Joan, dels Canalats, de la Trapada, del Coll de Sant Joan, de la Civadera, de Mestre Joan, de na Cristiana, del Masot, de la Font del Convent, de la Garriga del Convent, de Terrafort, del Mas Mallard i de Gorja Negra.
Al sector nord-oest del terme hi ha uns quants còrrecs que surten del terme de l'Albera per tal d'afluir directament o indirecta a la Roma en el terme veí de les Cluses; de sud a nord: Còrrec dels Estanys, Còrrec dels Assolanells, amb el del Bac de la Garriga i el del Solà de la Garriga, Còrrec de l'Esquerrà, amb el del Clot de la Font, el de la Ruireda, el de la Font d'en Claret i el de la Font del Sord, i el Còrrec de la Balma, amb els de l'Hort Clos, el del Timonar (un segon amb el mateix nom) i el d'en Llinyeres.
El terme de l'Albera té una bona quantitat de fonts, bastants de les quals en paratges de gran bellesa: Font capatada de la Vernosa, Font de la Clapa, Font de la Closa, Font del Coll de l'Ullat, Font del Faig, Font del Roc del Tell, Font del Roc Esquerdat, Font del Veïnat, Font d'en Baixès, Font d'en Claret, Font d'en Manel, Font de Santa Maria, Font Miqueta, Font Rovellada i dues Font de Sant Martí.

### El relleu
Molt dels topònims del terme de l'Albera indiquen clarament formes de relleu, atès que es tracta d'una comuna molt accidentada, orogràficament. Així, hi ha obagues: el Bac (dos de diferents), el Bac de la Font del Bosc, el de la Garriga, el de les Planes (abans, de les Planasses), el de l'Esquerrà, el de Lluerter, el del Sastre i el d'en Trinxet; balmes: la Balma, les Balmes; boscos: el Bosc d'en Grau, el Bosc Rodon, la Fajosa de Coll Forcat, la Fajosa Dejús Roc Foirós, la Fajosa de la Roquetera, la Fajosa de Llobregat, la Fajosa dels Fangassos, la Fajosa Magra, la Fajoseta; clots: Clotada de Coll Forcat, Clot de la Branca, Clot de la Font, Clot de la Torre, Clot del Cirer; colls: Collada de la Perera, Collada del Pla de l'Arca, Coll de la Branca, Coll de la Font, Coll de l'Alzina, Coll de la Petita, Coll de la Vinyassa, Coll del Baladre, Coll de Llinars, Coll del Pal, Coll de l'Ullat, Coll de Sant Joan, Coll Forcadell i Coll Forcat; comes: la Coma, la Coma dels Avellaners, la Cometa; plans: el Pla de la Creu (dos de diferents), el Pla de l'Alzina, el Pla de l'Arca, el Pla del Bosc, el Pla d'en Grau, el Pla dels Pujarols, els Planals, les Planes; puigs: Puig de la Balma, Puig de la Petita, Puig de la Branca, o Puig del Coll de la Branca, Puig de les Colladetes, Puig de Llobregat, Puig dels Estanys, Puig dels Pinyers, o de Coll Forcat, o de Montforcat, Puig dels Homes, Puig de Sant Cristau, Puig d'Orella, Puig Forcadell, Puig Petit de Sant Cristau, Roc dels Tres Termes; serres i serrats: Serrat de les Solanes, Serrats del Mig; solanes: Solà de la Font del Sord, Solà de la Garriga, Solà de la Ruireda, Solà del Pont, Solà del Quintà, Solà de Julià, la Solana (dues de diferents) i la Solanassa.

### El terme comunal
Els topònims no incloses en formes de relleu, que solen indicar partides rurals o indrets concrets del terme, són els Cabirols, Cal Menut (no la masia, sinó les terres del seu entorn), el Camp de l'Alzina, el Camp de la Pava, el Camp del Prat, el Camp del Puig, el Camp Foirer, el Camp Gran (dos de diferents amb el mateix nom), el Camp Gros, el Camp Llebrer (nom ja en desús), els Camps de la Femada, els Camps de la Jaça, els Camps de l'Era, els Canalats, la Canaleta, els Cinc Sous, la Civadera, la Closa (dues de diferents), la Collada de la Perera, el Coll de la Riera, el Coll de les Rabassades, el Coll del Pal, el Coll del Rat, o del Ras, el Coll de l'Ullat, el Coll de Sant Joan, els Cortalets, la Costa (dues de diferents), la Costa del Perelló, la Costalada del Pas del Llop, els Estanys, les Feixes, la Femada, la Fillana, les Fontanasses, la Font del Convent, abans Font del Roure, la Font de l'Espinàs, la Font del Faig, el Forn, els Forquets (dos de diferents), la Garriga, la Garriga del Convent, abans Garriga del Capellà, les Garriguetes, l'Hort Clos, la Jaça del Bruc, la Lluella, Lluerter, el Mas Barda, abans Mas Mallard, el Mas Claret, abans Mas Verdeguer, el Mas de la Molinera, el Mas de l'Anglada, el Mas de l'Esquerrà, el Mas d'en Baixès, el Mas d'en Costa, el Mas d'en Grau, el Mas d'en Quirc, el Mas d'en Serra, el Mas d'en Trinxet, el Mas de Sant Joan, el Mas de Vilanova, el Mas Julià, el Mas Llarguet, el Mas Noguer, el Masot, les Molineres, la Mollera del Cairat, el Pas de l'Euga Morta, la Perdiguera (antigament, sa Perdiguera), el Pou de Neu, el Prat Llevador, Puig d'Orella, Puig Gros, Puig Petit, Puig Sec, el Quintà, la Rajoleria, Revaller d'en Grau, Roca Corba, Roc de la Solana, Roc de la Vinya, Roc del Prince, Roc del Salt, Roc del Tell, Roc Esquerdat, Roc Foirós, el Rost, el Salt de la Perdiu, Sant Cristau, Sant Joan, Sant Martí, la Solana, els Tallats d'en Bertran, el Timonar (dos de diferents), la Trapada, els Tres Termes, els Trullols, el Veïnat, abans Mas d'en Terrers i la Vernosa.
Alguns dels topònims indiquen fites termenals: la Fita del Coll de Llinars, Roc Foirós. A més, a l'Albera hi ha tres antigues creus: la del Forn, la del Pla de l'Alzina i la del Pla de la Creu.

#### El Cadastre napoleònic
En el Cadastre napoleònic del 1812, a l'Albera, dins de la parròquia de Sant Joan d'Albera, consten les partides del Mas de n'Anglada, la Costa del Perelló, la Solana, el Mas d'en Baixès i la Balma a l'extrem nord-oest del terme, el Bac de les Planasses, el Timonar, l'Hort Clos i les Garriguetes més a l'est que les anteriors, el Solà de la Font del Soure, el Camp del Puig, el Camp Gros i el Mas Verdeguer, al sud i sud-oest de les anteriors, sempre a la zona occidental de la parròquia de Sant Joan d'Albera, la Rajoleria, amb una teuleria, el Bac d'en Trinxet, el Bac de l'Esquerrà, el Camp del Prat, el Mas d'en Trinxet, la Femada, el Solà de la Ruireda, el Solà del Quintar, el Mas de l'Esquerrà, el Mas d'en Neu, a la zona central - occidental d'aquesta mateixa parròquia, la Font de l'Espinar, el Bac de la Garriga, el Mas de la Garriga, el Solà de la Garriga, el Roc de la Vinya, el Roc de la Solana, la Garriga del Capità, la Solana, el Mas Mallard, el Pla de l'Alzina, els Estanys, el Puig dels Estanys, el Camp Foirer, lo Quintà, el Puig Gros, el Mas Noguer, el Prat Llevador, el Camp Gran i la Font del Roure, a la zona central - oriental de la parròquia de Sant Joan, i, finalment, sempre a la parròquia de Sant Joan d'Albera, en el seu extrem oriental, consten les partides del Roc del Tell, el Clot de la Branca, el Roc del Salt, Sant Cristau, el Coll de Sant Joan, la Civadera, los Cortalets, los Canalats, el Pic d'Orella, el Mas de Justafrè, el Clot de la Tarra, l'Hort, lo Bac, un segon Camp de l'Alzina, el Masot, la Coma dels Avellaners, el Mas de Sant Joan, Sant Joan (on hi ha l'església parroquial de Sant Joan d'Albera), la Trapada, los Forquets, Bosc Redon, les Fontanasses, el Mas Vilanova, el Mas Julià, el Solà de Julià, el Pla de la Creu, un altre Camp Gran, los Forquets, el Bac de Lluerter, el Puig Petit, el Pla de la Creu, el Solà de Joliu, el Mas Joliu i la Closa.
Pel que fa a la parròquia de Sant Martí d'Albera, les partides que hi apareixen són a llevant de la parròquia, de nord a sud, el Roc Esquerdat, el Clot del Sirel, el Timonar, els Cinc Sous, la Jaça del Bruc, el Serrat de les Solanes, el Roc Fuirós, el Bac del Roc d'en Blasi, el Solà del Pont, la Femada, el Mas Peirotó, la Costa, el Mas Llarguet, la Vernosa, la Solana, el Mas Costa, la Mollera del Cairat, la Mollera de les Pots, la Fajosa de sul Roc Fuirós, la Fajosa Magra, els Tres Termes, la Fajoseta, Roca Corba, la Ternosa, los Trullols, la Plana del Pujarol, el Coll del Ral, la Garriga, la Costalada del Pas del Llop, Coll del Pal, la Fajosa de la Roquetera, Sant Martí (on hi ha l'església de Sant Martí d'Albera), el Mas Terrer, la Clotada de Coll Forcat, el Pla del Bosc, els Camps de l'Aire, la Closa, la Fajosa de Coll Forcat, la Fajosa d'en Fangassor, la Fajosa de Llobregat, los Cabirols, el Mas Menut, la Solana, els Tallats d'en Bertran i les Feixes. Al sector de ponent, el Bac del Sastre, Puig Sec, el Bosc d'en Grau, el Revaller d'en Grau, el Pla d'en Grau, el Mas d'en Grau, els Camps de la Jaça, la Solanassa, la Coma, la Canelleta, el Serrat del Mig, la Lluella, el Mas d'en Resta, els Planals, la Costa, el Salt de la Perdiu, els Camps de la Femada, el Bac de la Font del Bosc, el Bac, la Cometa, les Balmes, lo Molí. També hi figuren, tot i que hi consta que foren traspassades al terme del Pertús, el Bac de la Puja, el Camp Llarg, el Gorg Negre, Puig Moll, les Vinyes de L'Abat i la partida on era emplaçada la població del Pertús.

### Fites frontereres
En el terme de l'Albera hi ha una sola fita fronterera: la número 582, al límit amb la Jonquera. És al Coll Forcat. La línia definida per aquesta fita i les contigües (581 i 583), en els termes del Pertús i Sureda, respectivament, marquen el límit meridional de les comunes de l'Albera i de la Roca de l'Albera (en aquest darrer terme no hi ha cap fita fronterera), de la comarca del Vallespir, de la Catalunya del Nord, i el nord del de la Jonquera, de la comarca de l'Alt Empordà i de la Catalunya estricta.

## Transports i comunicacions

### Carreteres
Una sola carretera solca el terme de l'Albera, però en un punt determinat es bifurca: la D - 71 (el Pertús - el Pertús), que arrenca de davant del cementiri del poble fronterer i s'enfila cap a Sant Joan d'Albera, i sempre fent ziga-zagues, de vegades en revolts molt tancats, torna al Pertús, aquesta vegada a l'extrem nord-est del poble. A mig recorregut, a llevant del Puig Sec, es troba l'arrencada de la variant D - 71a (D - 71, a l'Albera - Coll de l'Ullat, que passa a prop del poblet de Sant Martí d'Albera i mena fins al Coll de l'Ullat.

### Transport col·lectiu per carretera
L'Albera no disposa de cap mena de transport regular públic per carretera.

### Els camins del terme
Alguns camins de l'Albera menen als termes veïns, malgrat la característica orogràfica del terme; són, sobretot, el Camí de Cantallops, el Camí del Coll de l'Ullat, el Camí del Coll de Sant Joan, el Camí del Mas Claret al Pertús, el Camí del Mas Resta al Pertús, el Camí del Pertús, des de Sant Joan d'Albera, el Camí de Montesquiu o de Vilallonga al Pertús, la Ruta de Sant Joan al Pertús, la Ruta de Sant Martí d'Albera al Pertús, la Ruta del Coll de l'Ullat, la Travessa de Coll Forcat, o Camí de Requesens, la Travessa o Camí del Coll de Llinars i la Travessa o Camí de Sant Cristau. D'altres camins són interns del terme alberenc, com el Camí de la Garriga al mas Gallard, el Camí del Convent, o del Mas Barda, el Camí del Mas Claret a Sant Joan, el del Mas Costa, el del Mas d'en Serra, el del Mas Vilanova, el del Mas Julià, el del Mas Julià al Molí, el del Mas Julià a Sant Joan, el del Mas Resta a Sant Joan, la Ruta del Convent, la Travessa del Mas de l'Anglada, la Travessa del Masot, la Travessa del Mas Quirc i la Travessa del Molí. Hi ha també dues pistes forestals: la Forestal de Sant Joan i la de Sant Martí.

## Activitats econòmiques
El terme de l'Albera presenta una economia molt pobra, principalment a causa del seu poc poblament, així com per l'orografia del terme comunal. Hi ha només 182 hectàrees conreades; hi ha grans extensions de bosc d'alzines sureres, altres alzines, roures, castanyers a les zones obagues, i faigs a les parts altes. Hi ha una minsa ramaderia en les 175 hectàrees de pastures, on pastures unes 400 ovelles, una quarantena de cabres i molt pocs bovins, al voltant de 10. En els llocs propicis hi ha petites hortes, amb hortalisses i arbres fruiters.

## Història

### Edat Antiga
Sense gaire abundants ni espectaculars, a l'Albera s'han trobat alguns vestigis de l'antiguitat: monedes de procedència emporitana, gregues o ibèriques i romanes imperials, a l'hort de la rectoria de Sant Joan d'Albera, fragments de ceràmica romana a la Balma de na Cristiana i tombes prerromanes en els entorns d'aquest mateix dolmen. També algunes monedes romanes disperses pel terme: a prop del Coll Forcat i del Puig de Sant Cristau, a més d'altres de les quals s'ha perdut el context exacte del lloc on es van trobar.

### Edat mitjana
Els esments més antics de l'Albera són els de les seves esglésies. Sant Martí d'Albera està documentada des del 844 com a Sant Martí de Montforcat (cella Sancti Martini in Monte Furcato); era una cel·la monàstica que depenia de Sant Hilari de Carcassona. Sant Joan d'Albera apareix més tard en documents conservats: el 1089 (ecclesia Sancti Iohannis de Albera). El 1180 fou donada pel bisbe d'Elna al priorat de Santa Maria del Vilar, de Vilallonga dels Monts. A finals del segle xv consta que l'Albera està infeudada als Pontós.

### Edat Moderna
El segle xviii el senyor de l'Albera és el marquès de Valença. Un dels elements importants de l'economia de l'Albera era la ramaderia, amb 17 explotacions ramaderes, que en total donaven, el primer terç d'aquell segle, 1.861 caps de bestiar: 1.298 cabres de llana, 104 vaques, 404 porcs i 24 eugues. 14 eren els pagesos, en aquell moment, que collien 184 càrregues de blat i mestall, 21,5 de sègol, 19 de mill i 13,9 d'ordi.
El Vallespir en general, i l'Albera no se n'escapà, visqué unes grans inundacions el 1766, que es varen repetir el 1772. A ran de les primeres, els habitants de l'Albera foren indemnitzats per l'estat.

### Edat Contemporània
Fins a l'any 1836 el Pertús era un poblet del terme de l'Albera. Aquell any en fou segregat i unit a les Cluses, tot i que poc després esdevenia comuna independent.

## Demografia
Fins al 1851, el cens de l'Albera inclou la meitat oriental del Pertús (l'occidental és inclòs en el de les Cluses.

### Demografia antiga
La població està expressada en nombre de focs (f) o d'habitants (h)
| 1358 | 1365 | 1553 | 1643 | 1709 | 1720 | 1730 | 1755 | 1767  | 1774  | 1789 | 1790  |
| 15 f | 14 f | 10 f | 26 f | 19 f | 28 f | 26 f | 70 f | 200 h | 281 h | 42 f | 250 h |

### Demografia contemporània
| Evolució de la població |      |      |      |      |      |      |      |      |
| 1793                    | 1800 | 1806 | 1821 | 1831 | 1836 | 1841 | 1846 | 1851 |
| 242                     | 126  | 243  | 325  | 354  | 384  | 359  | 355  | 270  |

| 1856 | 1861 | 1866 | 1872 | 1876 | 1881 | 1886 | 1891 | 1896 |
| ---- | ---- | ---- | ---- | ---- | ---- | ---- | ---- | ---- |
| 265  | 252  | 270  | 240  | 227  | 193  | 200  | 204  | 191  |

| 1901 | 1906 | 1911 | 1921 | 1926 | 1931 | 1936 | 1946 | 1954 |
| ---- | ---- | ---- | ---- | ---- | ---- | ---- | ---- | ---- |
| 190  | 177  | 160  | 129  | 131  | 135  | 99   | 83   | 71   |

| 1962 | 1968 | 1975 | 1982 | 1990 | 1999 | 2004 | 2009 | 2014 |
| ---- | ---- | ---- | ---- | ---- | ---- | ---- | ---- | ---- |
| 60   | 61   | 62   | 50   | 54   | 69   | 67   | 83   | 81   |

Fonts: Ldh/EHESS/Cassini fins al 1999, després INSEE a partir deL 2004

### Evolució de la població

Població 1962-2008

## Administració i política

### Batlles
Llista d'alcaldes
| Alcalde                    | Període     |
| -------------------------- | ----------- |
| Sylvestre Vilallongue      | 1795 - 1801 |
| Jacques Oriol              | 1802 - 1813 |
| Joseph Reste               | 1813 - 1830 |
| Jacques Oriol              | 1831 - 1834 |
| Joseph Reste (fill)        | 1835 - 1877 |
| Albert Oriol               | 1878 - 1884 |
| Gustave Tarrés             | 1885 - 1887 |
| Auguste Vinyes             | 1888 - 1904 |
| Justin Besombes            | 1904 - 1934 |
| Antoine de Besombes Singla | 1935 - 1971 |
| Pierre de Besombes Singla  | 1971 - 2013 |
| Marc de Besombes Singla    | 2013 -      |

### Legislatura 2020 - 2026

#### Batlle
- Marc de Besombes-Singla.

#### Adjunts al batlle[12]
- 1a: Carles Sarrat
- 2n: Thérèse Gasc

#### Consellers municipals
- Eddy Laborde
- Stéphane Doubin
- Francis Tubert

### Adscripció cantonal

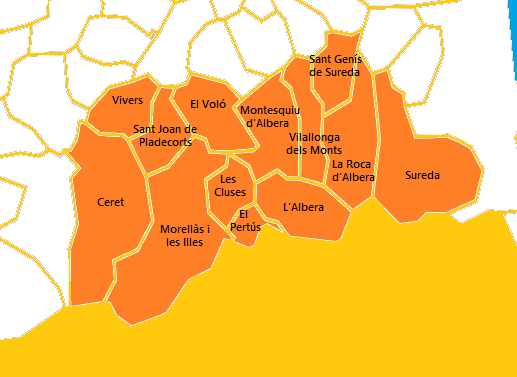
Mapa del Cantó de Vallespir - Albera

A les eleccions cantonals del 2015 l'Albera ha estat inclòs en el cantó denominat Vallespir - Albera, amb capitalitat a la vila de Ceret, amb els pobles de l'Albera, les Cluses, Montesquiu d'Albera, Morellàs i les Illes, el Portús, la Roca de l'Albera, Sant Genís de Fontanes, Sant Joan Pla de Corts, Sureda, Vilallonga dels Monts, el Voló i Vivers. Hi han estat escollits com a consellers departamentals Martine Rolland, del Partit Socialista, vicepresident del Consell departamental, i Robert Garrabé, també del Partit Socialista, batlle de Sant Joan de Pladecorts i vicepresident del Consell departamental.

## Ensenyament i Cultura
El 2017 no hi ha escola a l'Albera, ni pública ni privada. La més propera és al Pertús, poble que en molts aspectes cobreix les mancances d'un terme tan despoblat com el de l'Albera. Cal comptar, a més, que quan fou creada l'escola del Pertús, aquest poble pertanyia a la comuna de l'Albera i, per tant, ja en aquell moment era la seva escola.
A l'Albera se celebren dues festes anuals: el 5 d'agost se celebra la Festa patronal, i el segon diumenge d'agost, la Festa Major.

## Persones il·lustres
- Manel Costa (1822-1911) : pastor i poeta nascut a Sant Martí d'Albera ;
- Jean Capdeville (1917-2011) : pintor nascut a L'Albera.
- Patrick Loste (Patrick Lloveras 1955) : pintor, litògraf nascut a Perpinyà, viu a l'Albera des del 1990.
- Carles Sarrat (1949) músic i activista catalanista, nascut a Prada. Viu a l'Albera des del 1985.